# 전군표
전군표(全君杓, 1954년 2월 15일~)는 대한민국의 세무공무원으로 제16대 국세청장을 지냈다.
강원 삼척 출생이다. 종교는 무종교이다.
2007년 11월 6일 특정범죄가중처벌법상 뇌물수수 혐의로, 현직 국세청장으로는 처음으로 구속되는 불명예를 입었다. 그 뒤 법정싸움을 계속하다가 2008년 12월, 징역 3년 6월이 확정되었다. 그러나 2010년 7월, 가석방됐다. 그러나 가석방 이후 3년만인 2013년 8월에 CJ로비 사건에 연루되면서 또다시 구속됐다. 그 뒤 2013년 10월 24일, 징역 4년에 추징금 3억 1740만 원이 구형되어 2013년 11월 15일 판결에서 징역 4년이 선고됐다. 그러나 2014년 2월 6일 항소심에서는 징역 3년6월과 추징금 3억1850만원으로 선고됐다. 그 뒤 2014년 4월 24일에는 징역 3년6월이 선고된 원심이 확정됐다.

## 학력
- 강릉고등학교 졸업
- 경북대학교 행정학 학사

## 경력
- 제20회 행정고시 합격
- 춘천세무서장
- 국세청 감찰담당관
- 서울지방국세청 세원관리국장
- 국세청 조사국장
- 국세청 차장
- 국세청장[7]